# San Diego Police Department
Le San Diego Police Department (SDPD) est la police municipale de San Diego, en Californie, aux États-Unis.
Elle gère une zone où vit environ 1,4 million de personnes.
Sa devise est America's Finest.

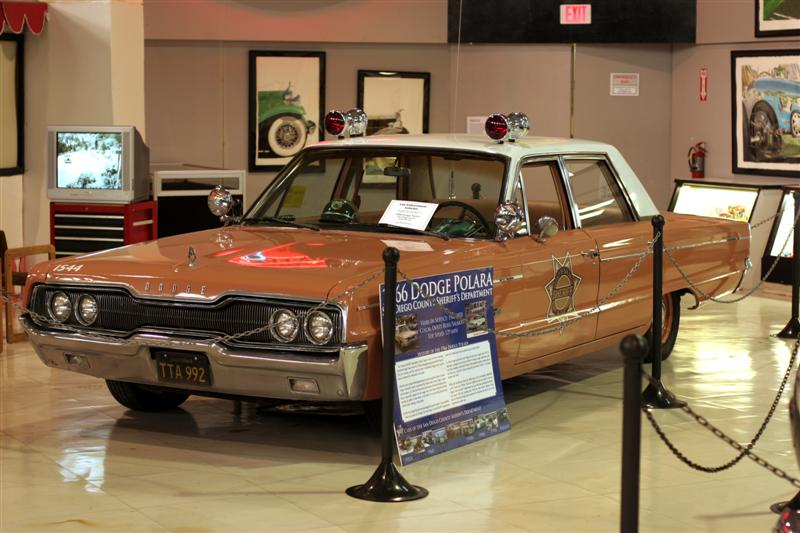
Dodge Polara de 1966 avec les anciennes couleurs du SDPD.
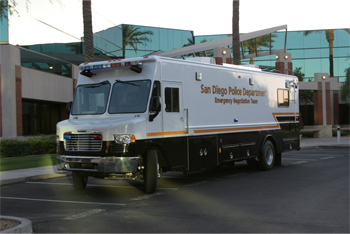
Poste de commandement mobile de l'équipe des négociateurs du SDPD.
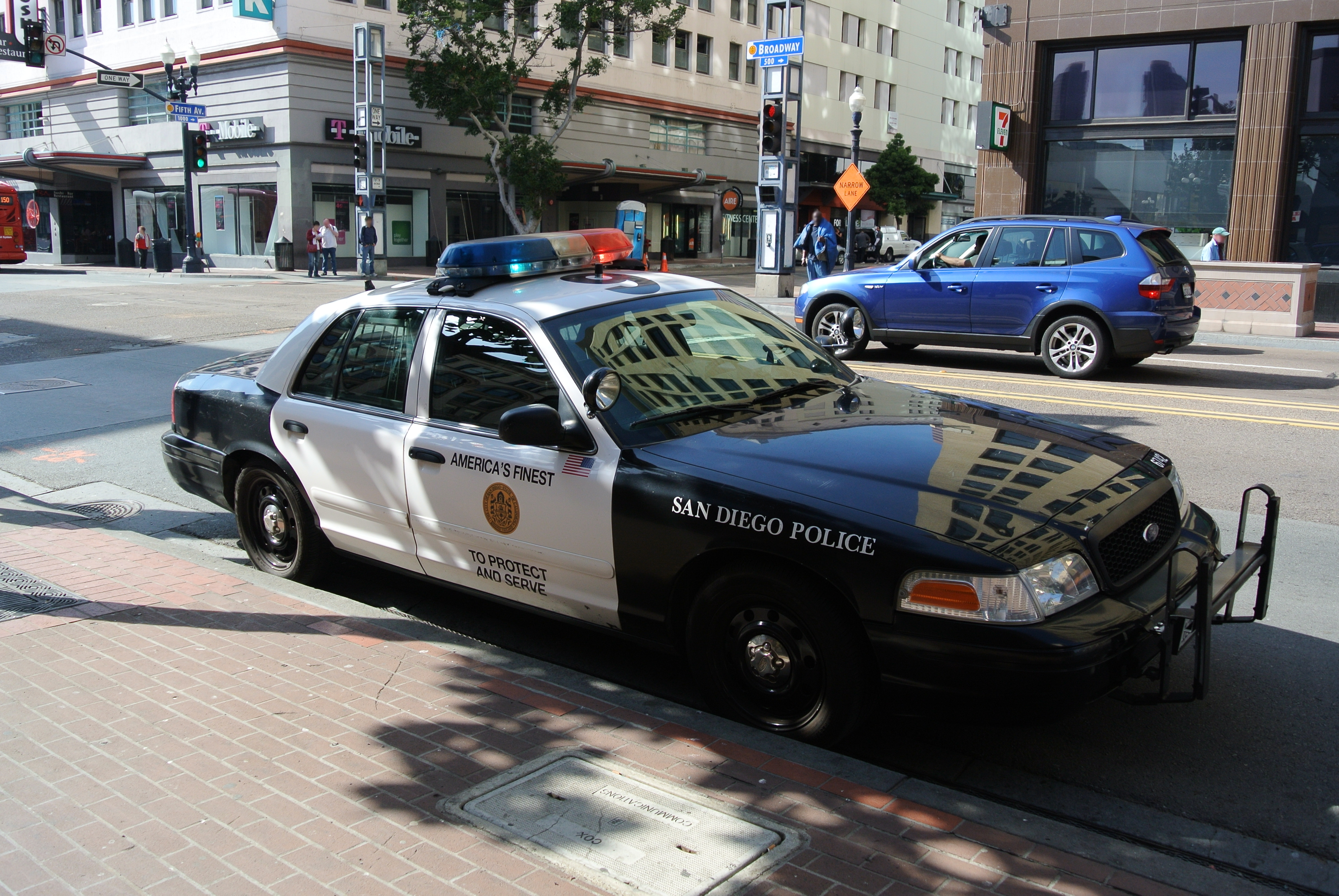
Véhicule de police au centre de la ville.
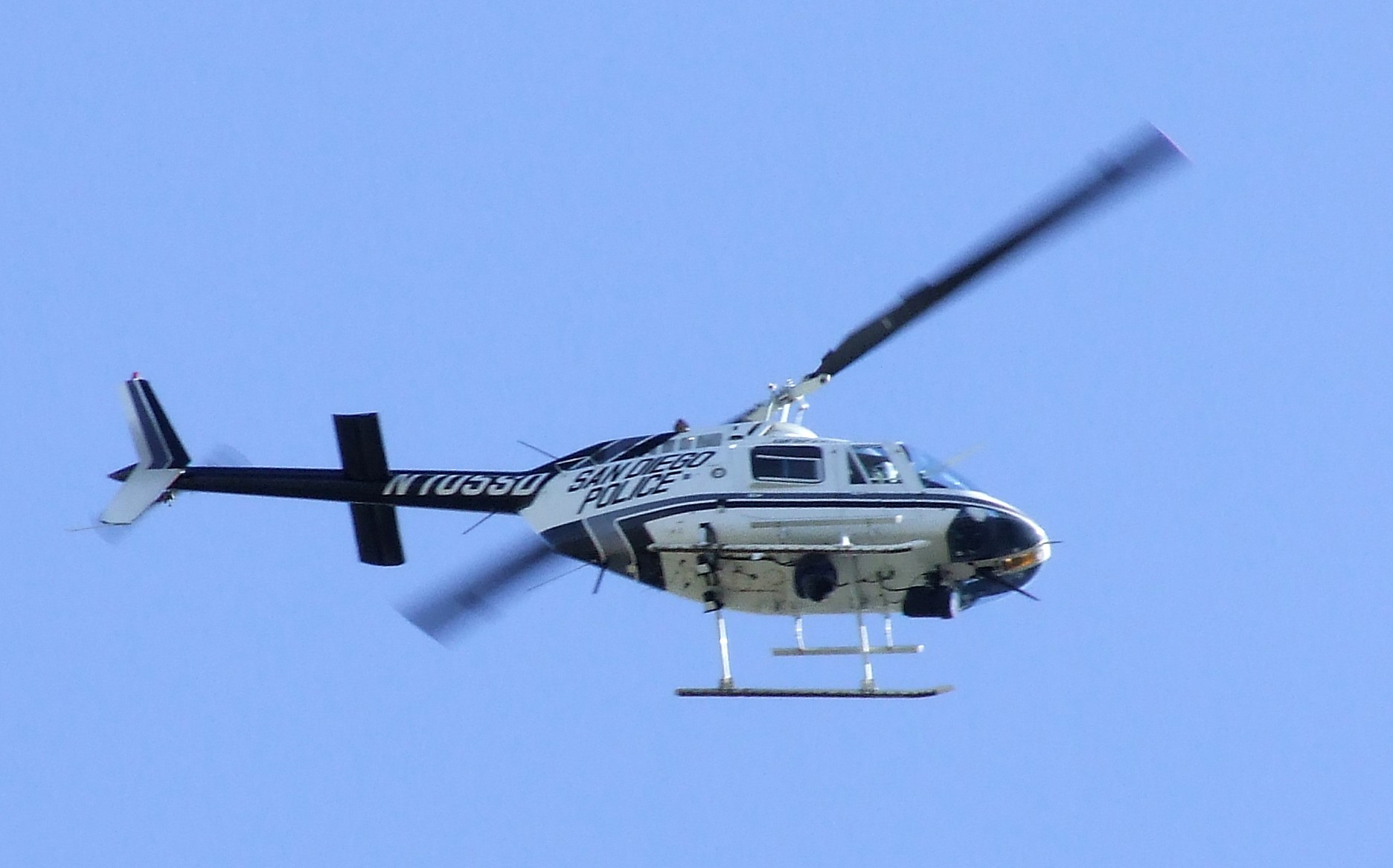
Hélicoptère du SDPD.